# Fraita
Fraita (arabsky: الفرائطة) je město v Maroku, je součástí provincie El Kelaat Es-Sraghna, v regionu Marrakech-Tensift-El Haouz. Fraita se nachází 21 km jihovýchodně od města El Kelaat Es-Sraghna. Počet obyvatel: 10 555 v roce 2004. Řeky Ouad al-akhedhar a Ouad Tassaout.